# Arif Erdem
Arif Erdem (Istanbul, 2 de gener de 1971) és un exfutbolista i entrenador turc. Com a futbolista ocupava la posició de davanter.
Va desenvolupar gairebé tota la seua carrera al Galatasaray SK, equip amb el qual va marcar 105 gols en 349 partits. L'any 2000 va fitxar per la Reial Societat, de la primera divisió espanyola, però tot just hi va disputar un parell de partits.
Ha estat internacional amb la selecció turca en 60 ocasions, marcant 11 gols. Tres d'ells davant Irlanda del Nord, en classificació per a l'Eurocopa del 2000, que el jugador hi va disputar. També hi va formar part del combinat turc a l'Eurocopa de 1996 i el Mundial del 2002.
El 2005 es va retirar. Posteriorment ha seguit vinculat al món del futbol com a assistent a l'İstanbul Büyükşehir Belediyespor.

## Títols
- Lliga turca: 1992-93, 1993-94, 1996-97, 1997-98, 1998-99, 1999-2000, 2001-02
- Copa de la UEFA 2000
- Supercopa Europea 2000
- Màxim golejador lliga turca 01/02
- 3a posició Mundial 2002